# Sergio Canciani
Sergio Canciani (ur. 5 lipca 1982 w Latinie) – włoski wioślarz.

## Osiągnięcia
- Mistrzostwa Świata Juniorów – Zagrzeb 2000 – czwórka bez sternika – 6. miejsce[1].
- Mistrzostwa Świata – Lucerna 2001 – ósemka – 6. miejsce[1].
- Mistrzostwa Świata – Sewilla 2002 – ósemka – 5. miejsce[1].
- Mistrzostwa Świata – Mediolan 2003 – czwórka ze sternikiem – 6. miejsce[1].
- Igrzyska Olimpijskie – Ateny 2004 – ósemka – 7. miejsce[1].
- Mistrzostwa Świata – Gifu 2005 – czwórka ze sternikiem – 5. miejsce[1].
- Mistrzostwa Świata – Eton 2006 – czwórka ze sternikiem – 6. miejsce[1].
- Mistrzostwa Świata – Monachium 2007 – dwójka bez sternika – 17. miejsce[1].
- Mistrzostwa Europy – Ateny 2008 – czwórka bez sternika – 2. miejsce[1].
- Mistrzostwa Europy – Montemor-o-Velho 2010 – ósemka – 6. miejsce[1].